# کوزا موسترا
کوزا موسترا (به انگلیسی: Koza Mostra) گروه موسیقی یونانی است.
آن ها در مسابقه آواز یوروویژن ۲۰۱۳ به همراه آگاتونس آیکاوادیس نماینده یونان بودند.